# メタクラス
オブジェクト指向プログラミングにおいてメタクラスとは、インスタンスがクラスとなるクラスのことである。通常のクラスがそのインスタンスの振る舞いを定義するように、メタクラスはそのインスタンスであるクラスを、そして更にそのクラスのインスタンスの振る舞いを定義する。全てのオブジェクト指向プログラミング言語でメタクラスが利用できるわけではない。利用できるものの中でもクラスの振る舞いが定義できる範囲は様々である。各言語はそれぞれ独自のメタオブジェクトプロトコル(MOP)を備えている。メタオブジェクトプロトコルとは、クラスそのものの挙動をもオブジェクト指向のルールで記述し、初期化やインスタンス化のルール、実行状態の管理などをカスタマイズする機構である。Smalltalk、Common Lispが代表的である。

## Pythonでの例
Pythonの組み込み(ビルトイン)クラス type はメタクラスである。次に示す単純なPythonのクラスについて説明する。
```
class
 
Car
(
object
):

    
__slots__
 
=
 
[
'make'
,
 
'model'
,
 
'year'
,
 
'color'
]

    
def
 
__init__
(
self
,
 
make
,
 
model
,
 
year
,
 
color
):

        
self
.
make
 
=
 
make

        
self
.
model
 
=
 
model

        
self
.
year
 
=
 
year

        
self
.
color
 
=
 
color

    
@property
 
    
def
 
description
(
self
):

        
""" このCarの説明を返す """

        
return
 
"
%s
 
%s
 
%s
 
%s
"
 
%
 
(
self
.
color
,
 
self
.
year
,
 
self
.
make
,
 
self
.
model
)

```

このコードを実行した時、Car は type のインスタンスになっている。上記の Car クラスのソースコードには __init__ メソッドが Car のインスタンスが生成されるたびに呼ばれるといった細々としたことは記述されていない。メタクラスが用意されていない言語ではこのような振る舞いは言語仕様で定義されており、変更することは不可能である。Pythonではメタクラス type がこれらの動作を決定しており、type の代わりに違うメタクラスを使用することでこれらの振る舞いを変更することが可能である。
上に示した例は4つの属性 make と model、year、color の辺りが冗長である。メタクラスを使えば、この冗長さを取り除くことが可能である。Pythonではメタクラスは type のサブクラスとして定義するのが最も簡単である。
```
 
class
 
AttributeInitType
(
type
):

     
def
 
__call__
(
self
,
 
*
args
,
 
**
kwargs
):

         
""" 新しいインスタンスを生成する """

 
         
# 普通にインスタンスを生成する

         
obj
 
=
 
type
.
__call__
(
self
,
 
*
args
)

 
         
# 生成したインスタンスの属性を設定する

         
for
 
name
 
in
 
kwargs
:

             
setattr
(
obj
,
 
name
,
 
kwargs
[
name
])

 
         
# 生成したインスタンスを返す

         
return
 
obj

```

このメタクラスはインスタンスの生成を上書きしているだけで、他の機能はまだ type が処理している。
さて、このメタクラスを用いて Car クラスを書き直すことが可能である。Python 2ではクラス定義中で __metaclass__ にこのメタクラスを代入すればよい(Python 3では代わりに metaclass=M と名前付き引数として与える)。
```
 
class
 
Car
(
object
):

     
__metaclass__
 
=
 
AttributeInitType

     
__slots__
 
=
 
[
'make'
,
 
'model'
,
 
'year'
,
 
'color'
]

 
     
@property

     
def
 
description
(
self
):

         
""" Return a description of this car. """

         
return
 
"
%s
 
%s
 
%s
 
%s
"
 
%
 
(
self
.
color
,
 
self
.
year
,
 
self
.
make
,
 
self
.
model
)

```

これで、Car のインスタンスを次のように生成できる。
```
 
cars
 
=
 
[

     
Car
(
make
=
'Toyota'
,
 
model
=
'Prius'
,
 
year
=
2005
,
 
color
=
'green'
),

     
Car
(
make
=
'Ford'
,
 
model
=
'Prefect'
,
 
year
=
1979
,
 
color
=
'blue'
)]

```

## Smalltalkにおけるメタクラス

Smalltalk-80でのメタクラスの継承関係を示すUML図。

Smalltalkでは全てがオブジェクトである。また、Smalltalkはクラスベースであるため、オブジェクトは必ず、そのオブジェクトの構造（端的にはそのオブジェクトが有するインスタンス変数）や、そのオブジェクトがどんなメッセージを理解するのか（端的にはコールできるメソッド）を定義したいずれかのクラスに属さなければならない。このルールにおいてクラスも例外ではなく、Smalltalkではクラスもオブジェクトであり、同時に別のクラスのインスタンスでもある。このクラスのクラス、つまりあるクラスが属する特殊なクラスが「メタクラス」である。
例えば、「自動車」クラスCarから生成されたオブジェクトaCarが、Carのインスタンスであり、Carというクラスに属しているのと同じように、クラスCar自身にも自らが属しているクラス、つまりメタクラスが存在する。原則としてSmalltalkでメタクラスは無名扱いだが、便宜的にクラス名にclassを付して呼称する慣習がある。Carなら、そのメタクラスはCar classである。なおこの表記は（クラスに限らず）あるオブジェクトが属するクラスを第一級オブジェクトとして得るためのSmalltalk式としての意味も併せ持つ（aCar class "=> Car  ". (aCar class) class "=> Car class "）。
クラスメソッド（クラスがコールできるメソッド）は、通常、メタクラスに定義されている。これはインスタンスメソッドがクラスに定義されているのと考え方は同じである。
インスタンスメソッドの場合、たとえば整数の「2」というオブジェクトに何らかのメッセージを送ると、2が属するSmallIntegerというクラスから対応するメソッドがないか探し始める。SmallIntegerに見つからなければそのスーパークラスであるIntegerで…というようにスーパークラスを次々と手繰ってゆき、最後のObjectというルートクラスまで探索を続ける。
クラスメソッドの場合も考え方はほとんど変わらない。たとえばSmallIntegerというクラスに対してメッセージを送ると、メソッド検索はそのクラスであるSmallInteger classから開始される。そしてインスタンスメソッドの場合と同様に、SmallInteger classのスーパークラスであるInteger class、さらにそのスーパークラスを次々と手繰り、Object class（Objectクラスのメタクラス）まで探索を続ける。なおSmalltalkにおいては、メタクラスの継承関係は原則としてそのインスタンスであるクラスの継承関係と一致する。つまりSmallIntegerのスーパークラスがIntegerなら、そのメタクラス同士も同じ関係、すなわち、SmallInteger classのスーパークラスはInteger classである。ただしObject classだけは例外で、Objectのスーパークラスが未定義（nil）であるのに対し、Object classのスーパークラスはClassと定められている。したがって、クラスへのメッセージ送信に伴うメソッド探索はObject classでは終了せず、クラスとしての振る舞いを定めたClassとそのスーパークラスパスにある二つのクラス（ClassDescriptionとBehavior。後述）を経てObjectに行き着くまで続行される。同時にこのことはSmalltalkにおいてクラスもオブジェクトである、すなわちクラスObjectの（サブ）インスタンスであり、通常のクラスのインスタンス同様Objectに定義されたメソッドをコールできることの理由をうまく説明している。
初期のSmalltalk（Smalltalk-76）には、同じくClassと名付けられたたったひとつのメタクラスしか用意されていなかった。つまりこのことは、すべてのクラスはClassのインスタンスであり、他のクラスと同じ共通のメソッドしか持つことができなかった（たとえば、新しいインスタンスを作るためのnewというメソッドなど）ということを意味する。その後、クラスが独自のメソッド（クラスメソッド）やインスタンス変数（クラスインスタンス変数と呼ばれる。クラスとそのインスタンスで共有できるクラス変数と混同されやすいが別物である）を持てるように、Smalltalk-80では改めてクラスそれぞれが固有のメタクラスが生成されるように拡張され今のかたちになった。
クラスのクラスであるメタクラスは、インスタンスのクラスである通常のクラスほどには独自性を要求されないので、すべてのメタクラスはMetaclassという名のひとつクラスのインスタンスとして位置づけられている。ちなみにMetaclassのメタクラスはMetaclass classだが、同時にこれは前述のルールに則りMetaclassのインスタンスでもある。このトリックによって、さらにメタ、さらにそのメタ…と永遠に繰り返さずにも済むようになっている。
メタクラスはクラス生成時に同時に生成される。より具体的には、あるクラス（将来のスーパークラス）に対して、そのサブクラスとして例えばFooを生成するように命ずると、まず暗黙のうちにFoo classが生成され、そのインスタンスとしてFooが生成される。先にも述べたがメタクラスは無名であり、クラスブラウザのクラス一覧にも現れえない。しかし、メタクラスが必ずクラスとペアで生成されることを利用して、クラスブラウザではclassボタン（古典的なクラスブラウザではクラス一覧を表示する枠に設置されている）を押して表示を切り替えることで対応するメタクラスの定義にアクセスしたりその内容（クラスインスタンス変数やクラスメソッド）を編集可能になっている。
クラスおよびメタクラスの振る舞いは次の4段階の継承階層を経て定義されている。
Object - インスタンス・クラスの別なく、オブジェクトとしての普遍的な振る舞い
Behavior - クラスの最低限の振る舞い（コンパイルされたメソッドの保持やインスタンス生成）
ClassDescription (抽象クラス) - クラスの振る舞い（メソッドのコンパイルやカテゴリ管理）
Class - 通常のクラスの振る舞い（スーパークラスとしての振る舞いやクラス分類など）
Metaclass - メタクラス独自の振る舞い（一部メッセージをクラスにリダイレクトするなど）

## Rubyにおけるメタクラス
Rubyでは、クラス自体がClassというクラスのインスタンスであり、Class.newという形でクラスを動的に生成することもできる。ClassはModuleを継承しており、動的なメソッドの操作といったクラスに共通な機能があるほか、特異メソッド（あるオブジェクトだけに有効なメソッド）を使うことで、Smalltalk-76のような単一のメタクラスでクラスごとの多様性をもたせることができる。
具体的には、存在しないメソッドの呼び出しや、継承・メソッドの追加といったタイミングで呼び出されるフック関数を特異メソッドとして実装することができる。

## 利用可能な言語とツール
有名なプログラミング言語でメタクラスが利用可能なものは以下である。
- Common Lisp
- Groovy
- Object Pascal (中でもDelphiが代表的である)
- Objective-C
- Ruby
- Python
- Perl(メタクラスプラグマまたはMooseを用いて)
- Smalltalk

次のようにそれほど普及していない言語の中にはメタクラスが利用できるものもある。いくつかは研究目的であり、1990年代初頭にまで遡る: OpenJavaやOpenC++、OpenAda、CorbaScript、ObjVLisp、Object-Z、MODEL-K、XOTcl、MELDCなど。
また、Prologのオブジェクト指向拡張であるLogtalkでもメタクラスが利用できる。
さらに、Resource Description Framework (RDF)とUnified Modeling Language (UML)は両者共にメタクラスが利用できる。